# Кара-Шоро (Ошская область)
Кара-Шоро (кирг. Кара-Шоро) — село в Алайском районе Ошской области Кыргызстана. Входит в состав Конур-Добонского айылного аймака.

## География
Село расположено в южной части области, на левом берегу реки Куршаб, на расстоянии приблизительно 3 километров (по прямой) к северо-западу от села Гульча, административного центра района. Абсолютная высота — 1518 метров над уровнем моря.

## Население
Согласно оценочным данным Национального статистического комитета Кыргызской Республики, численность населения села на начало 2023 года составляла 1794 человека.
| год     | 2009 | 2014 | 2015 | 2020 | 2021 | 2023 |
| ------- | ---- | ---- | ---- | ---- | ---- | ---- |
| человек | 1455 | 1460 | 1501 | 1701 | 1750 | 1794 |